# РК Нексе
Рукометни клуб Нексе (RK Nexe) је хрватски рукометни клуб из Нашица. Тренутно се такмичи у Премијер лиги Хрватске и регионалној СЕХА лиги.

## Успеси
- Премијер лига Хрватске
  - Друго место (3): 2009, 2010, 2011.
- Куп Хрватске
  - Полуфинале (1): 2010.

## Историја
Рукометна историја у Нашицама почиње 1956, а он је тада почео да се игра у Гимназији. Три године касније, тачније 5. октобра 1959, у оквиру Друштва за физичко васпитање формира се рукометна секција под називом РК Партизан.
28. фебруара 1960. је одиграна прва рукометна утакмица у Нашицама, када су се састали домаћи РК Партизан и РК Полет из Марковца Нашичког, а резултат је био 10:3 за домаће. Клуб је седамдесетих година 20. века стандардни регионални лигаш, а 1974. долази и до Хрватске лиге Славоније и Барање, такође у то време за клуб је играо југословенски репрезентативац Павле Јурина.
Клуб се под разним именима, РК Партизан, РК Нашк, РК Кобра Џинс и РК Нашице, такмичио у различитим ранговима такмичења. Иако су ратна збивања почетком 90-их утицала на прекид првенствених утакмица, играње рукомета се наставља. Клуб такмичење наставља у међуопштинској и Трећој лиги, док од сезоне 2001/02. тада РК Нашице улазе у Другу лигу Хрватске - север. Клуб наставља да иде узлазном путањом, а 2003. је отворена нова спортска дворана.
Клуб у сезони 2004/05. постаје првак Друге лиге Хрватске - север и тиме долази до квалификација за попуну Прве лиге Хрватске, али клуб овај пут није био успешан. Већ следеће сезоне 2005/06. клуб преко квалификација остварује највећи успех у својој историји и пролази у Прву лигу Хрватске.
Свој данашњи назив клуб носи од сезоне 2006/07., што је била прва сезона у елитном рангу. Нексе је од тада чак три пута био вицепрвак Хрватске, 2009, 2010. и 2011, док је такође постао редовни учесник ЕХФ купа.
Нексе ће у сезони 2011/12. поред РК Загреба бити други хрватски представник у регионалној СЕХА лиги.

## Познати бивши играчи
- Павле Јурина